# Юрга Андрій Володимирович
Андрі́й Володи́мирович Юрга (позивний «Давид»; 15 квітня 1964, м. Комарно, Городоцький район, Львівська область, Україна — 23 листопада 2014, с. Піски, Ясинуватський район, Донецька область, Україна) — український підприємець, громадський діяч, військовий. Учасник російсько-української війни, воїн Добровольчого батальйону «ОУН».

## Життєпис
Народжений у сім'ї священника 15 квітня 1964 року в м. Комарно (Львівської області, Україна).
Закінчив економічний факультет Львівського національного аграрного університету. Входив до складу Комітету підприємців Львівщини, був засновником і співвласником фірми «Ю-КОМ».
Активіст Майдану. 14 листопада 2014 року, пройшовши вишкіл у Ніжині на базі ЗБТО «Ніжин», пішов добровольцем до однієї з його сотень, розгорнутої невдовзі на батальйон «ОУН».
Загинув у ніч проти 23 листопада після прямого влучання снаряда САУ терористів у будинок, де він перебував.
Парастас за Андрієм Юргою був запланований на 19:00 25 листопада в церкві святої Анни (Львів, вул. Городоцька, 32). Похований 26 листопада на полі почесних поховань № 76 (Личаківський цвинтар, Львів).
Був одруженим, залишилися 14-річний син і син від першого шлюбу — 25-річний.

## Нагороди
- Орден «За мужність» III ступеня (12.03.2021, посмертно) — за особисту мужність, виявлену у захисті державного суверенітету та територіальної цілісності України, самовіддане служіння Українському народу.[4]

## Вшанування пам'яті
Андрій Юрга став героєм новели Бориса Гуменюка.
26 грудня 2017 року в Ніжині пройшов відкритий турнір із боксу на кубок Андрія Юрги
14 жовтня 2018 року в Ніжині на Стіні Героїв на честь Андрія Юрги відкрили меморіальну дошку
- Пам'ятна дошка Андрію Юрзі та Олексію Шепелюку
- Могила